# Supercoppa italiana 2009 (pallavolo maschile)
La Supercoppa italiana di pallavolo maschile 2009 si è svolta il 20 settembre 2009: al torneo hanno partecipato due squadre di club italiane e la vittoria finale è andata per la prima volta alla Pallavolo Piacenza.

## Regolamento
Le squadre hanno disputato una gara unica.

## Squadre partecipanti
| Squadra  | Qualificazione                  | Ultima partecipazione    |
| -------- | ------------------------------- | ------------------------ |
| Lube     | Vincitrice Coppa Italia 2008-09 | Supercoppa italiana 2008 |
| Piacenza | Vincitrice Serie A1 2008-09     | Debutto                  |

## Torneo
| 20 settembre 2009 Palazzetto dello Sport, Frosinone Durata: 2h:06 - Spettatori: 3 100 | Piacenza | 3 - 2 | Lube | 25-19, 24-26, 20-25, 25-20, 20-18 |